# Caicaus (lendário)
Caicaus (em latim: Caicaus; em persa médio: Kāy Us; em persa: کی‌کاووس; romaniz.: Kay Kāyus ou Kay Kavus; em avéstico: Kauui Usaδan ou Usan) é uma figura mitológica do folclore iraniano e tradição oral, membro da semi-lendário dinastia caiânida. Segundo a Épica dos Reis de Ferdusi, governou por 150 anos durante os quais foi auxiliado pelo famoso herói Rustão. Era filho de Cai Abivé ou Caicobado e pai de Siauascis, que por sua era pai de Caicosroes, seu sucessor. Por vezes foi associado a dois xás dos medos, antecessores do Império Aquemênida: Ciaxares ou seu filho Astíages.

## Etimologia
O antropônimo Caicaus corresponde ao índico antigo Kāvya Uśánas. A grafia pálavi <kʾyws> deixa o comprimento da vogal indeterminado, pois <-ʾy-> era comumente usado para grafar o avéstico -aii- e -aē-. A grafia <kʾyws> e as formas posteriores com -ā- indicam que continuou um anterior *Kāvya Usan-, que bate com a forma índica antiga. A outra grafia avéstica, Usaδan, presente em apenas duas listas idênticas, parece ser um erro gráfico, segundo Prods Oktor Skjærvø.

## Vida

### Tradição avéstica e pálavi

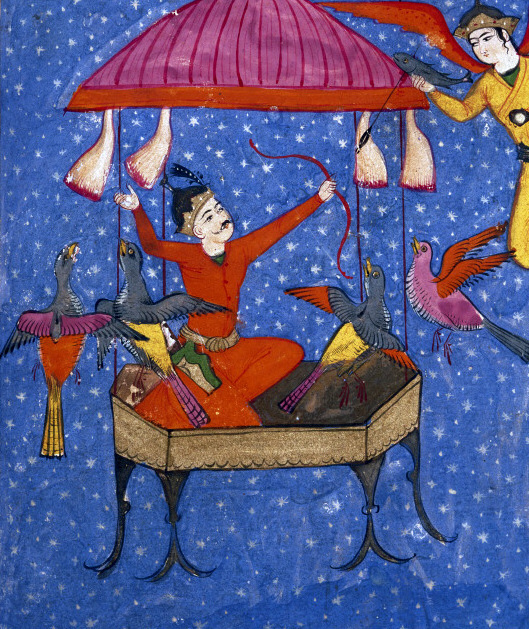
Iluminura da Épica dos Reis de Ferdusi na qual Caicaus está seu trono voador

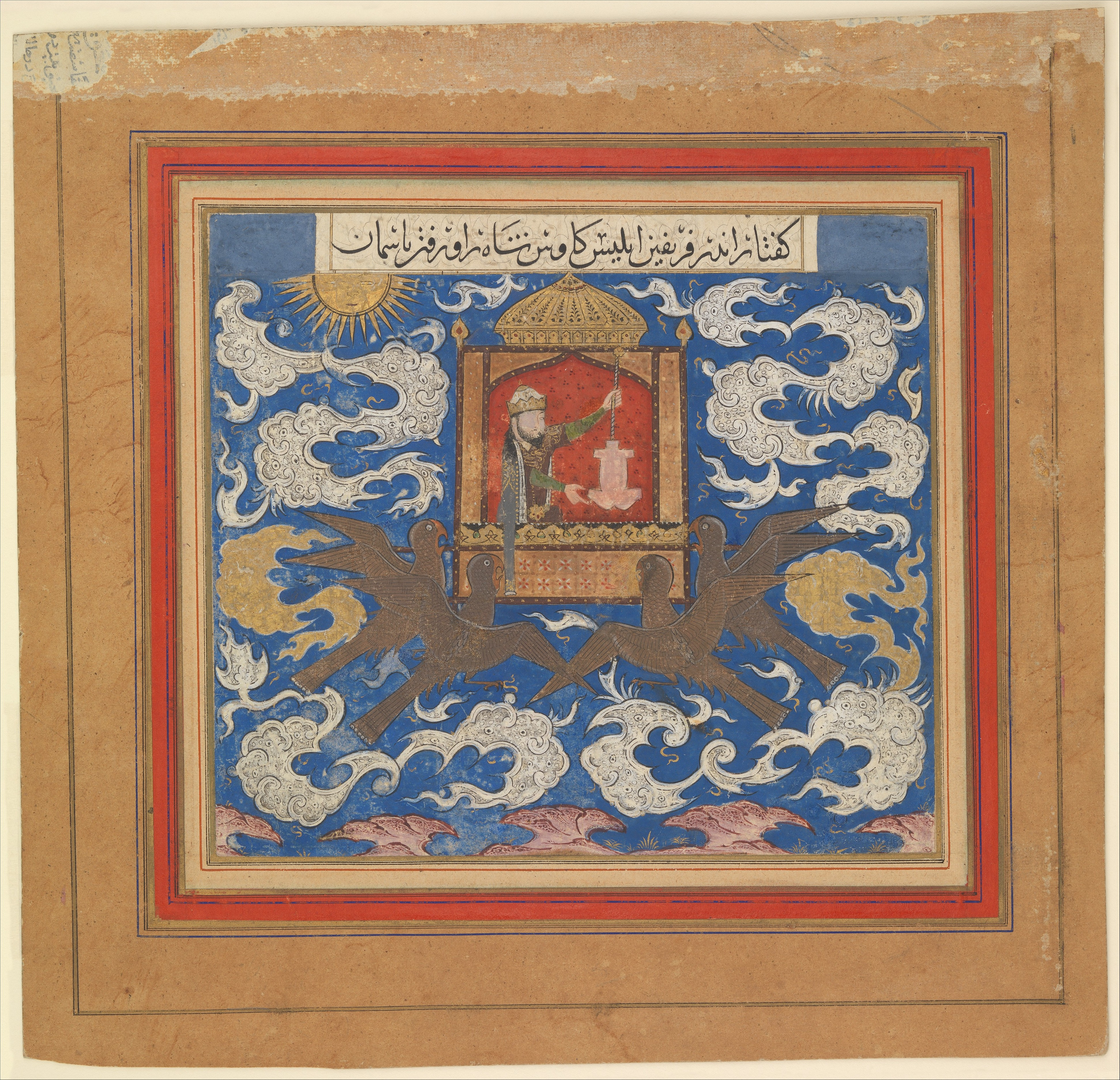
Iluminura da Épica dos Reis de Ferdusi na qual Caicaus tenta ascender ao céu

A genealogia de Caicaus variou muito dependendo da fonte. A Criação Original e Dencarde afirmam que Abivé era pai de 4 filhos (Cai Araxe, Cai Biarxe, Cai Pisim, Caicaus), enquanto fontes muçulmanas fazem várias distorções: Tabari cita Cai Araxe como filho de Cai Abivé, mas também coloca os 4 irmãos, mais Cai Abivé, como filhos de Caicobado, a versão que Balami segue; Abu Hanifa diz que Caicaus, Cai Abivé e Cai Caivas (Cai Araxe?) eram filhos de Caicobado; a Épica dos Reis de Ferdusi e Gardizi citam os 4 irmãos da Criação Original (trocando o nome de um deles para Cai Armine ou Cai Arxexe dependendo da leitura) como filhos de Caicobado; Taalebi coloca Cai Araxe como filho de Caicobado, mas Caicaus como seu filho e sucessor; Hâmeza e Albiruni (com Macdeci) notam, respectivamente, Cai Pisim e Caicaus como filhos de Abivé; a crônica do século XII Moǰmal al-tawāriḵ pôs Caicaus, Cai Paxine, Cai Arxexe e Cai Araxe como filhos de Caicobado, mas noutra versão, presente na mesma obra, Caicaus era filho de Cai <ʾfrh>, filho de Caicobado. Seja como for, Caicaus era pai de Siauascis e avô de Caicosroes (Criação Original 35.31; Julgamentos 26.55).
No Iaste 5.45, onde aparece sacrificando a Anaíta no Monte da Águia (ərəzifiiāṯ paiti garōiṯ), é chamado auruua e aš.varəcah, "tendo grande varəcah", e em Iaste 14.39, aparentemente, teria viajado pelo ar no pássaro vārəṇjina. Segundo os textos pálavis, era o filho mais velho de Abivé, governou por sete continentes, e estava cheio de xwarrah (Dencarde 7.1.35, 37). Segundo a Criação Original (36.7), governou por 150 anos sobre daivas e homens (Dencarde 9.22.4), sendo que 75 destes antes de ir ao céu, e os restantes 75 depois disso. Diz-se que instruiu as terras iranianas com instruções eruditas (Dencarde 7.1.37). Em seu reinado (Criação Original 33.8-10), os daivas ficaram muito opressivos, especialmente os daivas mazanias ("gigantes"?), que impediu de prejudicar e subjugar as criaturas (Dencarde 9.22.4). Na Criação Original (33.9-11) se segue o episódio de Zenigau, que atacou a Pérsia da Arábia e matou tudo o que olhou com seu olho venenoso. O turaniano Afrassíabe matou-o e assumiu o governo, deportando vários e devastando a Pérsia até que Rustão veio e tomou os habitantes de Xambarão e libertou Caicaus e os persas cativos. Caicaus então lutou contra Afrassíabe, empurrando os turanianos ao Turquestão e recultivando a Pérsia. Ele construiu uma mansão no monte Elbruz, uma parte da qual era de ouro, que servia de alojamento; duas partes de cristal, que serviam como estábulos; e duas de aço, onde os rebanhos eram mantidos e a água fluía das nascentes (Criação Original 9.22.4); a Criação Original (32.11) cita uma tradição que alega que os que entravam nessa mansão velhos saíam dela com 15 anos de idade, enquanto o Dencarde (9.22.4) fala daqueles que, debilitados pela velhice, podiam se rejuvenescer se alcançassem e circunvoluíssem-a. Caicais também fundou Samarcanda, que foi concluída por Siauascis, e Caicosroes nasceu lá (As Capitais Provinciais do Irã 2-3).
As fontes avéstico-pálavis também contam, em duas versões, a estória de sua loucura e queda. Conforme a Criação Original (33.8, cf. 36.7), sua mente estava poluída (wiyābānēnīd) e tentou batalhar com o céu, mas caiu e o xwarrah foi roubado (appār); devastou o mundo com seu exército até o prenderem e amarraram por decepção na terra de Xambarão. A versão do Sudgar (Dencarde 9.22.5-12), por sua vez, é mais detalhada. Os daivas conspiraram para matá-lo, e a Fúria, empreendendo a tarefa, foi a Caicaus e, fazendo-o insatisfeito com o governo apenas dos 7 continentes, fez com que desejasse também o controle do céu e lutasse contra os deuses. Marchou sobre o Elbruz com daivas e homens maus até chegar ao Kavian xwarrah da forma de uma montanha. Seu exército atacou-o, mas Aúra-Masda reconvocou o xwarrah, e o exército inteiro caiu em terra, enquanto Caicaus caiu no mar Fraquecarda, onde nadou. Sua morte foi impedida pelo espírito guardião (Fravaxi) Caicosroes, que pediu a Neriosangue que estava voando atrás de Caicaus, para não matá-lo, pois Siauascis não nasceria, nem Caicosroes, e os turanianos não seriam derrotados (Dencarde 9.22.9-11). Um fenômeno astral, chamado "a estrada de Caicaus" ou "a estrada da serpente Gochir" (Criação Original 5B.22), pode ter sido nomeado após este evento.

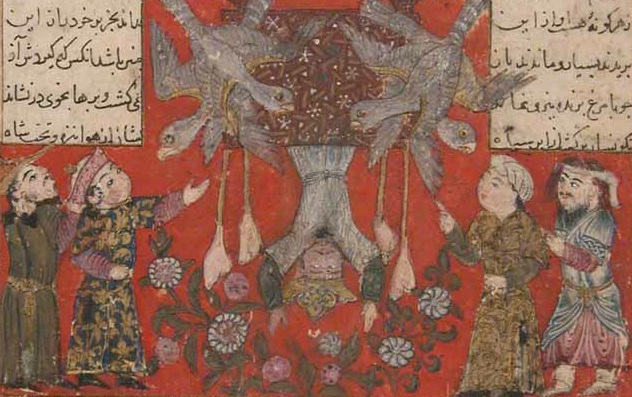
Iluminura da Épica dos Reis de Ferdusi na qual Caicaus cai do céu

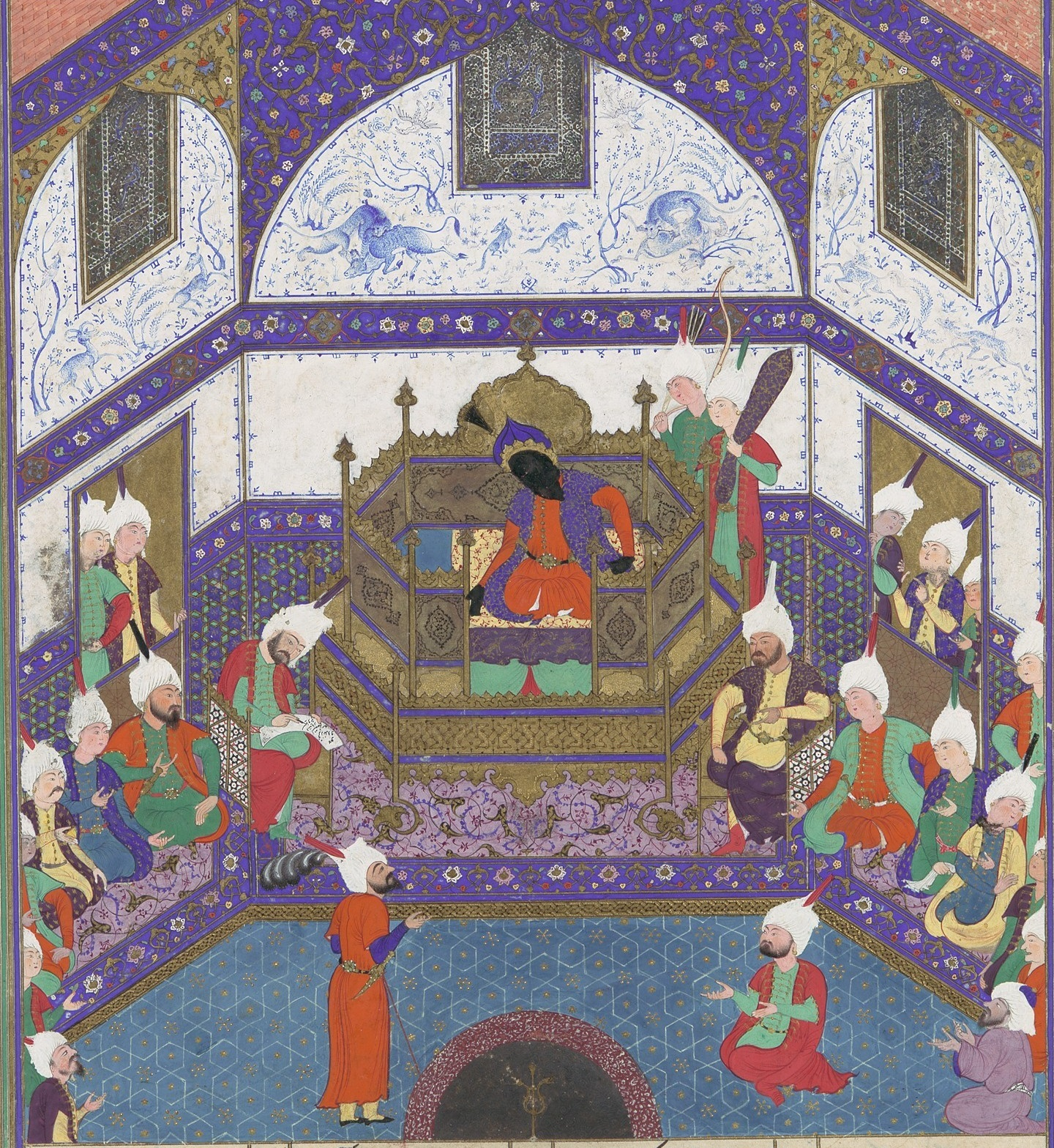
Iluminura da Épica dos Reis de Ferdusi na qual Caicaus repreende Siauascis numa carta

Segundo o Dencarde (7.1.37), Caicaus trouxe ordem aos sete continentes e ensinou às pessoas a arte útil de determinar as fronteiras (wimand-gōwišnīh). A capacidade de distinguir limites foi atribuída a um touro que apareceu em seu reinado, e sua história é contada no Dencarde (7.2.62-67) e por Zadesprão (Seleções 4.10-26). Este touro foi divinamente habilitado com a capacidade de determinar exatamente a fronteira entre Pérsia e Turanistão (Dencarde) ou tinha os limites escritos em seus cascos (Zadesprão). Os turanianos invejaram o touro e enviaram o guerreiro Seride para matá-lo, mas o touro lhe disse para não fazê-lo, de modo que, quando Zoroastro aparecesse, terrível infortúnio não recaísse sobre sua alma. Seride se absteve de matá-lo e foi até Caicaus e relatou o ocorrido. O xá, enganado por daivas e feiticeiros (Criação Original) ou cético quanto à chegada de profeta (Zadesprão), ordenou lhe que o matasse, que assim o fez, malgrado os protestos do touro. Segundo Zadesprão, Seride foi vencido pelo remorso, mas Caicaus lhe disse para ir à floresta, que era habitada por bruxas que removeriam seu remorso, e Seride matou o touro. Novamente perturbado, Seride retornou a Caicaus e pediu que o matasse, o que se recusou. Seride, em seguida, ameaçou matá-lo, mas o xá disse para voltar à (mesma?) floresta e fazer com que a bruxa em forma de cão o matasse. Toda vez que Seride a atingia, ela se dividia ao meio, e quando havia mil réplicas, mataram-o.

### Tradição árabo-persa
Hâmeza de Ispaã registrou apenas que viveu em Bactro e que, segundo o que leu nalguns livros, construiu um edifício em Babel que tocou o céu. Tabari, por sua vez, narrou sua estória no capítulo sobre os persas que reinaram na Babilônia e Oriente após Caicobado. Começa dizendo que Caicaus viveu em Bactro, matou vários inimigos e manteve os demais longe de suas fronteiras, bem como narra o nascimento de Siauascis e sua educação por Rustão. Balami começa sua narrativa alegando que viveu em Bactro de onde governou sobre todo o Oriente e que sua fronteira oriental se dirigia ao Turquestão (Oxo), então governado por Afrassíabe, enquanto as regiões ocidentais pertenciam a Solimão. Ainda diz, antes de acompanhar o relato de Tabari, que Caicaus pediu a Solimão alguns demônios (daivas) para serem colocados em seu comando para construir cidades, e o último consentiu. Caicaus casou com a feiticeira Sudaba, filha de Afrassíabe ou do rei do Iêmem. Sudaba caluniou Siauascis para seu pai, que enviou-o para combater Afrassíabe, que não havia enviado o dote prometido, mas Siauascis se juntou a Afrassíabe e teve um filho com sua filha Vasfafarida, o futuro Caicosroes. Após a morte de Siauascis, aparentemente por Quidar, irmão de Afrassíabe, sua esposa, que estava grávida, foi convidada a abortar a criança, mas recusou. Firane (Pirane), que havia providenciado a paz entre Siauascis e Afrassíabe, advertiu o último sobre as consequências do assassinato, que pediu que Visfafarida fosse entregue a ele até que a criança nascesse, quando mataria o recém-nascido. A criança nasceu, mas Firane não conseguiu matá-la e a guerra contra os turanianos continuou. Nesse tempo apareçam diante de Caicaus os heróis Godarze e Geve.

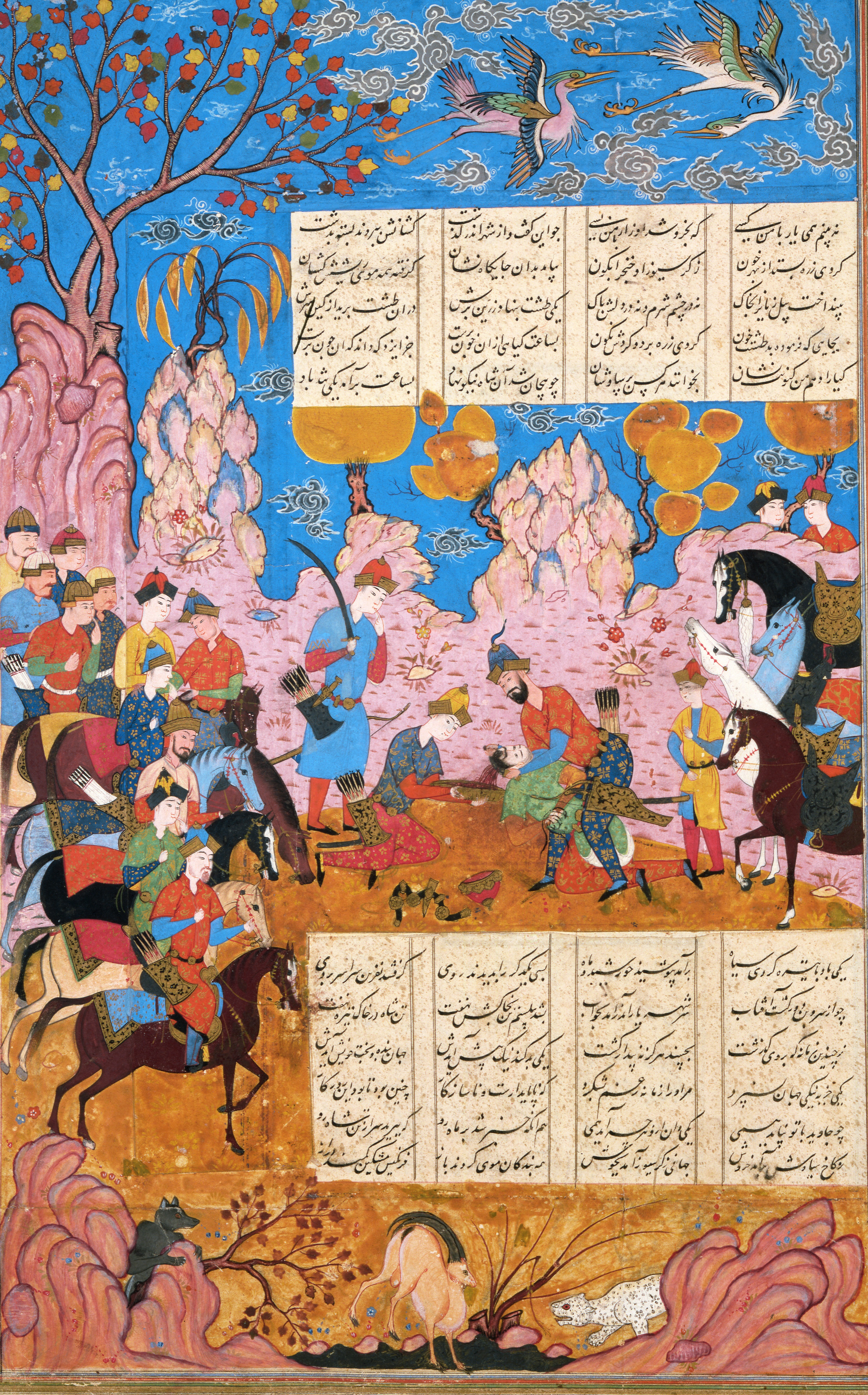
Iluminura da Épica dos Reis de Ferdusi na qual Siauascis é assassinado

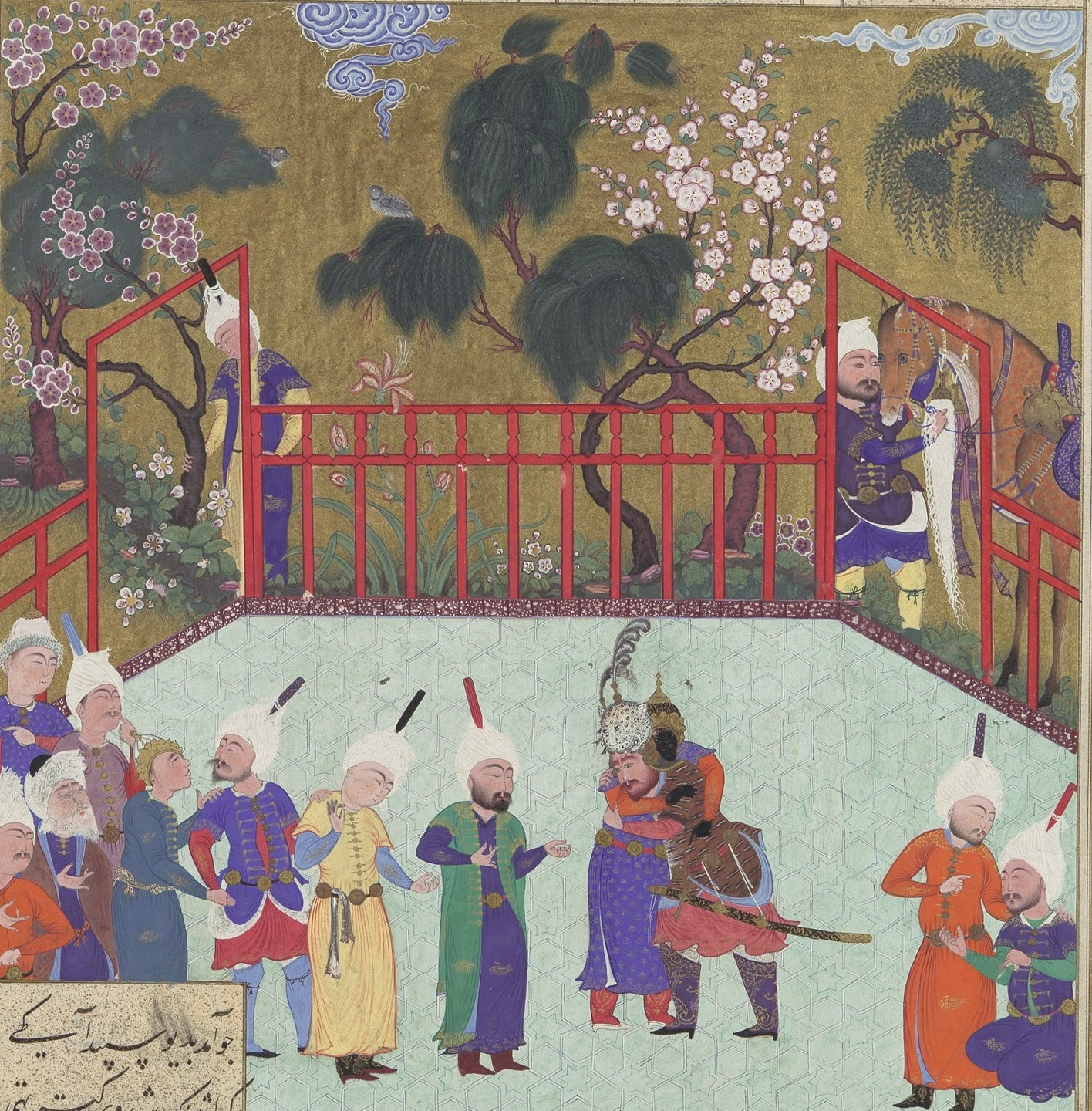
Iluminura da Épica dos Reis de Ferdusi na qual Caicaus abraça

Solimão ordenou aos demônios que servissem Caicaus, que ordenou que construíssem uma cidade para si, de 800 parasangas de comprimento, rodeada por muros de latão amarelo, bronze, cobre, argila cozida, prata e ouro (cobre, latão, bronze e ferro de acordo com Balami). Foi levado entre o céu e a terra pelos demônios junto com seus habitantes. Depois que Deus enviou alguém (um anjo segundo Balami) para destruí-la e os demônios foram incapazes de protegê-la, Caicaus matou seus líderes. A este respeito, Tabari cita que o xá não falava enquanto comia ou bebia (como requerido no zoroastrismo), o que pode ser uma variante da história relatada em um manuscrito de Balami, onde se diz que Caicaus não precisou aliviar-se mesmo depois de comer e beber. Após a destruição da cidade, de acordo com Balami, Caicaus ficou infeliz e obsessivo em subir ao céu para ver o céu, as estrelas, o Sol e a Lua. Fez uma máquina mágica, por meio da qual ele e vários de seus homens voaram, mas as cordas da máquina quebraram quando alcançaram as nuvens e eles caíram e morreram, exceto Caicaus. Consoante Tabari, ficou preocupado com seu reinado e se recusou a comer e beber (tanāwol) "qualquer coisa a menos que o alcançasse pela ascensão ao céu." De acordo com outra autoridade citada por Tabari, Caicaus veio do Coração à Babilônia, e não satisfeito com seu reinado terrestre, queria saber sobre os céus, os planetas e aquilo que estava além deles. Deus permitiu que ele e seus seguidores subissem às nuvens, mas então os deixou cair. Depois, a guerra arrasou seu reino. Ibne de Bactro simplesmente observa que se inclinou a beber vinho e festejar, e seus inimigos vizinhos se aproveitaram para atacá-lo, com a sorte da guerra indo e voltando. Caicaus então atacou o Iêmem, cujo rei o derrotou com uma força de himiaritas e outros, destruiu seu exército, o fez prisioneiro, e o jogou em um buraco, mas foi resgatado por Rustão, vindo do Sijistão. Temeroso do que poderia acontecer na guerra, os iemenitas libertaram-o, que retornou com Rustão à Babilônia e deu-lhe as terras de Sijistão e Zabulistão.
Almaçudi narra que fundou a cidade de Caxemira na Índia, que foi o primeiro a se mudar do Iraque para Bactro e que construiu um edifício no Iraque para combater os céus. O rei iemenita, Xamir IAras, marchou contra ele, levou-o cativo e o colocou na cadeia. A filha de IAras, Soda, se apaixonou por ele e facilitou seu cativeiro até que foi entregue a Rustão; retornaram para casa com Soda, que deu à luz Siauascis. Taalebi, por sua vez, comentou sobre o temperamento variável de Caicaus, que variou de tirano violento a rei irrepreensível e que tomou decisões desastrosas, mas foi salvo por boa sorte. Não é associado a demônios, mas se diz que Satanás pode tê-lo incitado a sua campanha iemenita. O rei e seus generais foram sepultados em uma vala coberta por uma pedra (também ibne de Bactro) e foi visitado pela filha do rei, Sudana. Depois de perseguir Afrassíabe de Ragas à Transoxiana, inspecionou Pérsis antes de retornar a Bactro. Também nomeou Rustão aspabedes de Nimruz, Zabulistão e Hindustão. Construiu sua torre na Babilônia (400 côvados de altura), uma história que Taalebi, aparentemente, conectou à Torre de Babel; seus vários materiais eram de pedra, ferro, latão, prata e ouro. Novamente Satanás confundiu-o, fazendo-o pensar que era deus, e ele decidiu subir ao céu para governar o céu e a terra. Seu transporte eram quatro águas, que criou para isso. Para fazê-las voar cada vez mais alto, pôs pedaços de carne em torno do trono, mas fora do alcance delas, com resultado de que ficaram famintas quando chegaram ao céu, bem como tiveram suas penas queimadas (possível alusão a Dédalo segundo Prods Oktor Skjærvø) . Elas desceram e colocaram o rei em Xirafe, que pediu por leite e água; ibne de Bactro comentou que passar pelo ar e alcançar o céu eram fantasias de loucos. Taalebi ainda diz que o rei sobreviveu para que Siauascis pudesse nascer e, no devido tempo, ser pai de Caicosroes. O povo de Xirafe levou-o à Babilônia em uma maca puxada por mulas, onde se dedicou a Deus, seu esplendor voltou e retomou seu trono. Após falar longamente sobre Siauascis, Taalebi conclui com Rustão trazendo a notícia de sua morte e a traição de Sudana, que despedaçou e matou Caicaus.
A Épica dos Reis de Ferdusi diz que, tentado por um daiva disfarçado de menestrel e inspirado pelo orgulho, mas contra o conselho de seus conselheiros, notavelmente Zal, Caicaus liderou uma desastrosa campanha contra o Mazandarão e o daiva branco (Div-e Safid) jogou várias pedras e dardos do céu contra o exército persa, cegando todos eles. Esperando ter ensinado o inimigo uma lição, apontando que eles trouxeram desastre para si mesmos, o daiva retorna para casa, enquanto Caicaus e suas tropas permanecem sob custódia. Zal então envia Rustão para libertar o rei e se vingar, e lá seguem os sete feitos de Rustão. de suas tropas foi restaurada por três gotas do sangue do daiva branco. Ele envia uma carta ao rei de Mazandarão com a exigência de se submeta à Pérsia, que o daiva se recusa. O próprio Rustão foi então enviado ao daiva, que tenta persuadi-lo a mudar de lado, o que Rustão se recusa a fazer, ao que o próprio Caicaus marcha novamente contra os daivas. Por sete dias, o exército foi dominado pelo inimigo, até que, no oitavo dia, Caicaus suplicou a Deus a vitória. Durante a batalha, o rei de Mazandarão se transformou numa pedra, que Rustão carregou para Caicaus. Quando Rustão ameaçou quebrá-la, um daiva materializou-se novamente e finalmente foi morto, com Caicaus retornando para Pérsis.

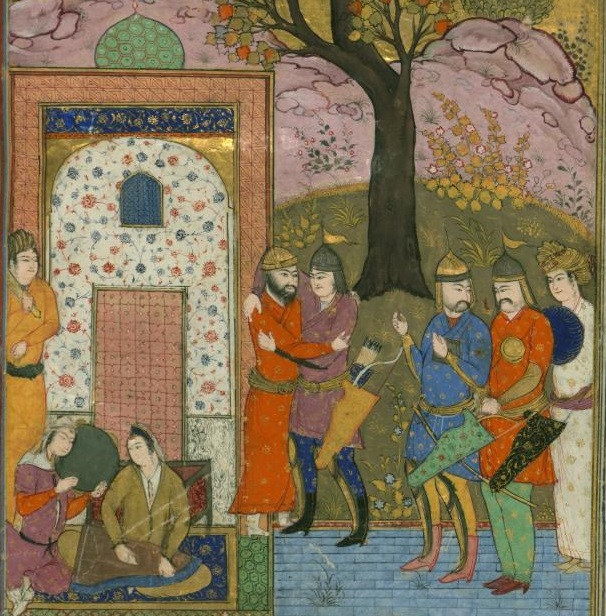
Iluminura da Épica dos Reis de Ferdusi na qual Caicaus recebeu seu neto Caicosroes ao chegar do Turanistão

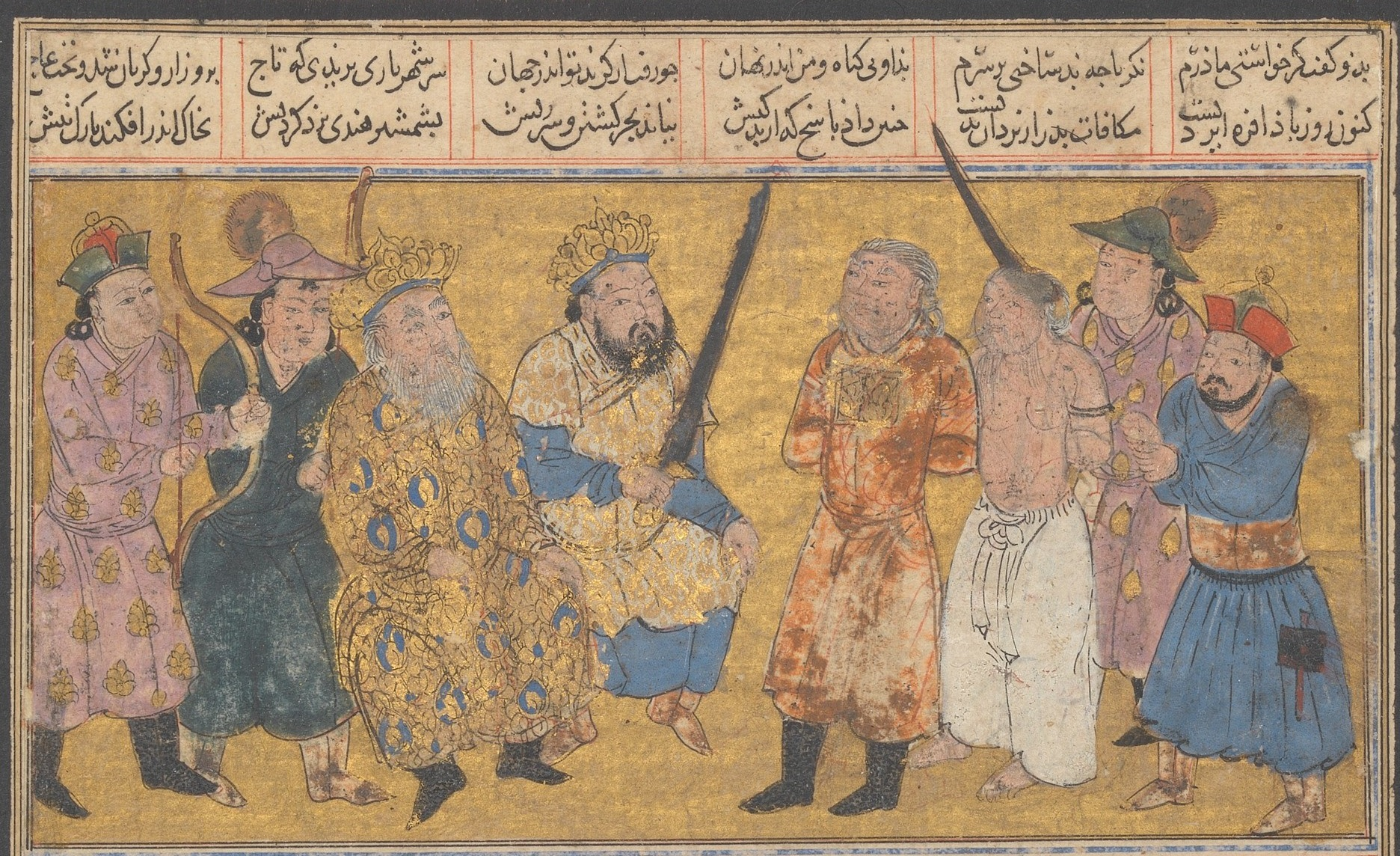
Iluminura da Épica dos Reis na qual Caicosroes é entronizado rei com espadas

Caicaus viajou por todo seu reino até o Turanistão, China (Chim), Macrão e o mar, e atacou o Barbaristão, cuja resistência foi quebrada facilmente, e ao Monte Cafe impôs tributos e novas leis. Cruzou o mar para lutar contra os árabes hamavaranes, cujo rei se rendeu, e Caicaus se casou com sua filha Sudaba. O rei hamavarane, no entanto, planejou prender Caicaus, que foi advertido por Sudaba, mas ignorou sua advertência e foi feito prisioneiro junto com seus líderes do exército e esposa. Durante o disputa que se seguiu pelo trono, Afrassíabe invadiu a Pérsia e foi acompanhado pelos árabes, a quem escravizou. Rustão escreve ao rei hamavarane (que desprezou sua advertência) e liderou um exército para libertar Caicaus. O rei se rendou e entregou Caicaus e seus homens, que voltaram à Pérsia e perseguiram Afrassíabe. Caicaus então ordenou o mundo e governou com justiça. Fez os daivas construírem duas mansões feitas de cristal para ele na cordilheira Elbruz, que usou como casas de prazer. Também os fez fazer um palácio de ouro, que estava isento da passagem das estações, sendo apenas primavera. Vendo as dificuldades perpetradas nos daivas, Eblis tentou Caicaus a ascender ao céu e adicioná-lo ao seu reino. Ele usou quatro águias, que estavam presas ao seu trono e o levaram ao céu. Incapazes de ir além das nuvens e exauridas, o desceram, e ele aterrissou, ileso, em Amol, onde um siāvoš (pato ou ganso) deu-lhe sustento e manteve-o vivo. Encontrado e levado para casa por seus homens, se arrependeu e voltou a governar com justeza; Mirquonde, no século XV, comentou que a estória é muito improvável, já que todos sabiam que era impossível ascender ao céu sem a ajuda de Jebrail e Boraque.
A Épica continua a narrativa falando sobre Siauascis, sua ida ao Turanistão e casamento com Farangis, filha de Afrassíabe, sua morte e o nascimento de Caicosroes. Após a morte de Siauascis, Caicosroes e sua mãe foram achados pelo herói Geve, que os levou diante de Caicaus; ibne de Bactro afirmou que foi o próprio Caicaus que enviou Geve para procurar seu neto no Turquestão. Uma guerra eclode contra Afrassíabe como vingança pela morte de Siauascis. Em Tabari, onde Caicaus torna Caicosroes rei logo que foi levado à Pérsia, o tema da vingança é incorporado no discurso obrigatório de sua entronização, e as batalhas ocorrem depois que se torna rei, enquanto em Taalebi e na Épica, as batalhas são travadas enquanto Caicaus ainda era rei, e Caicosroes tornar-se-ia rei apenas após a morte de seu avô. Na versão da Épica, Caicosroes foi coroado rei após capturar a Fortaleza de Bamã, no Azerbaijão. Ainda se acrescenta que Caicaus e Caicosroes foram ao Azerbaijão no templo de fogo de Adar Gusnaspe do lago Cecasta, para louvar Deus em sua presença de modo que talvez os guiasse. Hum, um piedoso eremita dedicado a Deus, descobriu Afrassíabe, que havia fugido ao ser derrotado, numa caverna, o supera e amarra com um laço. Ele foi levado diante de Caicaus e Caicosroes e o último, sentindo alguma compaixão, agilmente o corta ao meio com sua espada. Os caiânidas voltaram ao templo para agradecer e então Caicosroes foi à Pérsia. Mais tarde, Caicosroes voltou no templo para visitar seu avô junto com uma multidão de pessoas se divertindo e ficou até seu avô morrer. De acordo com Albiruni, Esfandiade, ao morrer, disse que Caicaus, em sua velhice, foi ao monte Cafe e, pelo poder das coisas presentes no kitāb al-din, voltou um jovem numa carruagem de nuvens.